# Lilo Hartmann
Lilo Hartmann (* 30. Mai 1910 als Charlotte Anna Marie Legler in Groß Neuendorf; † 11. November 1986 in Berlin) war eine deutsche Schauspielerin.

## Leben und Wirken
Die Tochter des Bäckermeisters Fritz Legler und seiner Frau Margarete, geb. Beeck, absolvierte ein Lyzeum und erhielt ihre künstlerische Ausbildung an Max Reinhardts Schauspielschule des Deutschen Theaters in Berlin. Anschließend blieb sie in der deutschen Hauptstadt und trat u. a. im Admiralspalast, an der Komödie, im Kabarett der Komiker, am Tingel-Tangel-Theater, am Theater in der Kaiserallee und in der Komischen Oper auf. 1944 war sie für eine Wehrmachtstournee in Prag verpflichtet. Im November 1945 gründete sie ihr eigenes Gastspielunternehmen, mit dem sie Kabaretts und Lustspiele zur Aufführung brachte.
Nachdem Lilo Hartmann von 1929 bis 1931 bereits als Filmkleberin und Cutterin für die AFIFA und die Geyer-Werke gearbeitet hatte, stand sie 1932 für die Komödie Eine Stadt steht Kopf unter der Regie von Gustaf Gründgens erstmals vor der Kamera. Vorerst bis 1938 war sie in Nebenrollen auf der Leinwand zu sehen. Die meisten Filme mit ihr aus dieser Zeit sind heute völlig in Vergessenheit geraten. Erst ab 1956 bekam sie wieder Rollenangebote, zu ihren bekanntesten Filmen aus dieser Zeit zählen Das Sonntagskind und Der Jugendrichter, in denen sie an der Seite von Heinz Rühmann spielte.
In den 1960er und 1970er Jahren trat sie auch in Fernsehserien und Fernsehfilmen auf. Von 1969 bis 1971 spielte sie neben Hans Elwenspoek die weibliche Hauptrolle in der neunteiligen Fernsehserie Familie Bergmann, die das Alltagsleben einer Familie in der DDR schilderte. Doch sie war sich auch nicht zu schade, in Sexklamotten wie Das sündige Bett und Funny Boys und Funny Girls mitzuwirken.
Lilo Hartmann war in erster Ehe mit Walter Haack und von 1976 bis zu ihrem Tod mit Erich Künzel verheiratet. Sie starb 1986 in Berlin-Wilmersdorf.

## Filmografie
- 1932: Eine Stadt steht Kopf
- 1933: Wege zur guten Ehe
- 1933: Mädels von heute
- 1933: Die Goldgrube
- 1934: Tempo, Carlo, Tempo
- 1934: In Sachen Timpe
- 1934: Frau Eva wird mondain!
- 1934: Krach im Forsthaus
- 1934: Warum so aufgeregt?
- 1935: Die selige Exzellenz
- 1935: Erkennungszeichen: Weiße Nelke
- 1935: Eine Nacht an der Donau
- 1936: Engel mit kleinen Fehlern
- 1936: Arzt aus Leidenschaft
- 1936: Die Ballmutter
- 1938: Einmal werd’ ich dir gefallen
- 1956: Das Sonntagskind
- 1960: Der Jugendrichter
- 1962: Jeder stirbt für sich allein (Fernsehfilm)
- 1964: Aus dem Bücherschrank geholt (Fernsehserie, Folge Theodor Fontane: Frau Jenny Treibel)
- 1965: Was willst du werden? (Fernsehserie, Folge Bau- und Möbeltischler) – Schnitt
- 1966: Vater einer Tochter (Fernsehfilm)
- 1966: Nur für uns (Fernsehserie, Folge Werbung – oder was noch glücklicher macht)
- 1967: Selbstbedienung (Fernsehfilm)
- 1969–71: Familie Bergmann (neunteilige Fernsehserie)
- 1971: Hei-Wi-Tip-Top (Fernsehserie, Folge 3 Sonntagseltern)
- 1973: Das sündige Bett
- 1973: Jagd auf Jungfrauen
- 1973: Zu Gast in unserem Land (Fernsehserie, Folge 4 Siedlung Neufeld)
- 1977: Endstation Paradies (Fernsehfilm)
- 1979: Fallstudien (Fernsehfilm)
- 1983: Funny Boys und Funny Girls

## Hörspiele
- 1972: Oskar Zemme: Strippenzieher (Magda) – Regie: Hans Bernd Müller (Hörspiel – SFB)
- 1974: Jochen Ziem: Die Klassefrau (Stationsschwester) – Regie: Friedhelm Ortmann (Hörspiel – WDR/SFB/SR)